# Stair Hole

Panorama des Stair Hole und der Lulworth Crumple bei Lulworth Cove in Süd-England

Stair Hole ist eine kleine, abgelegene Bucht westlich von Lulworth Cove in der Grafschaft Dorset,  an der Ärmelkanalküste von England.